# 生產件批准程序
生產產品認可流程（Production part approval process）簡稱PPAP，是在汽車產業供應鏈中使用的品質保證流程，目的是確認零件供應商供應零件及其製造流程的品質。實際生產的零件會經過量測，並且要完成PPAP測試表單上的各樣測試項目：

「....供應商需正確瞭解所有客戶的工程設計紀錄以及規格需求，而且供應商需有能力在實際量產時，依訂單數量持續製造符合要求的產品。」第四版，2006年3月1日

由數家車廠組成的汽车工业行动集团已提出了一份共同的PPAP標準，是先期產品品質規劃（APQP）的一部份，鼓勵使用共同的詞語及標準表單來產生專案狀態的相關文件，不過每一個製造商還是會有其個別的要求。
PPAP程序是讓客戶知道，元件供應商為了符合客戶的要求，有規劃其設計及生產程序，有效率的使用APQP來減少失敗的風險。因此供應商元件承認的請求需伴隨著正式的PPAP文件，在需要時也可以提出對應的報告文檔。
生產件批准流程的目的是：
1. 針對要提供給客戶的零件，確認供應商符合對應的製造能力以及品質要求。
2. 提供資料給客戶，說明供應商清楚瞭解客戶的工程設計記錄以及規格需求，並且已實現這些設計及規格需求。
3. 說明供應商所建構生產程序可以在正式生產時，依生產程序及訂單的數量進行生產，並且符合所有的需求。

## 生產件批准程序的關鍵元素
- 所有規格的設計記錄
- 授權工程變更號（Authorized engineering change number、AECN）
- 客戶工程核准
- 程序有定義
- 程序已文件化
- 已建立程序之間的連結
- 可以以資料來監控、分析程序，並且改善程序
- 有建立記錄，並且進行維護及保留
- 驗證測試報告（Validation Test Report）
- 管控計劃
- 過程流程圖（PFD）
- 實驗室的測試報告
- DFMEA（設計的失效模式及影響評估）
- PFMEA（製造的失效模式及影響評估）
- 量測系統分析研究
- SPC（统计过程控制）

## PPAP核准
PPAP是許多的文件，集中放在稱為PPAP包（PPAP Package）的特定位置（檔案夾或是電子文件）。PPAP包的文件需由供應商正式認證／簽核，並且由客戶核可／簽核。其中供應商的認證是表示供應方的負責人（可能是品質工程師或品質經理）已確認過文件，而且客戶端負責人（也是品質工程師或品質經理）沒有提出PPAP中有造成計劃不適用的問題。
PPAP的文件和先期產品品質規劃（APQP）有密切關係，APQP是在新車輛及零件系統設計及開發時會進行的程序，目的是為了減少因為設計或製造時的錯誤導致非預期失效的風險。PPAP手冊是由汽车工业行动集团（AIAG）發行，列出要取得PPAP核可的一般要求。客戶（車輛製造商）可能會提出額外的客戶特殊需求（customer specific requirements），並且納入採購合約中。客戶特殊需求的細節可以參考國際汽車工作組的網頁，或是車輛製造商的供應商平台。有一個名為LLC的網站，是為了客戶特殊需求的發佈及取得所設立。
當新的零件或是有修改的零件導入生產，或是製造程式有變更時，供應商要取得車輛製造商的PPAP核可。供應商要取得PPAP核可，就要提供樣品或是文件以證明以下的事項：
1. 供應商瞭解客戶的需求
2. 供應的產品符合客戶的需求
3. 製程（包括上游供應商的製程）可以產生合格的產品
4. 量產的控制計劃以及品質管理不會讓不合格品流到客戶端，也不會讓整車的安全性或可靠度受到影響。

整車中的所有零件及材料都要通過PPAP，若零件是由外包商提供，供應商也可以要求外包商提供PPAP。
ISIR（首件樣品檢驗報告、initial sample inspection report）是像VW及BMW等德國車廠使用的報告。ISIR的型式是由德國汽車工業協會（VDA）標準化。德國汽車工業協會是德國汽車業組成的利益集團，包括車廠以及汽車零組件供應商。也有其他的車廠使用此一詞語，例如現代汽車及起亚汽车。實際上，ISIR像是PPAP文件包中的保證書和檢查報告。PPAP文件包中還有其他的文件，像是PFMEA、管制計劃、圖面、MSA、製程能力資料等。除了ISIR文件外，VW及現代汽車也會要求在交付產品及服務時，一併提供其他的文件。PPAP類似舊版的ISIR再加上其他文件，不過客戶也可能有特別的需求，要求使用符合其系統的ISIR。ISIR是每一個階段首件樣品報告的總和。ISIR可做為零件提交保證書（PSW）的驗證資訊，也是支持零件提交保證書的文件。這些資料不代表產品一定處在連續的的狀態下，後續產品一定有類似的品質，只是當時狀態的證據。
PPAP可用來確認在連續生產下的產品可以符合客戶的需求。若客戶已核可完整的零件提交保證書，且加到PPAP目錄中，供應商即可簽核PPAP。零件提交保證書應該要伴隨著ISIR，不過只有在完整的零件提交保證書以及ISIR都已核可之後，才視為已核可PPAP。
在本質上，零件提交保證書和ISIR都是PPAP或VDA的一部份，不過有時可能會獨立於其他PPAP文件之外，例如大部份情形初次使用的工具零件需要和零件提交保證書和ISIR一起提供，不過除非有符合連續生產條件，不然不會核可PPAP。

## PPAP裡的文件
以下是PPAP的19份文件，以及簡單的敘述。

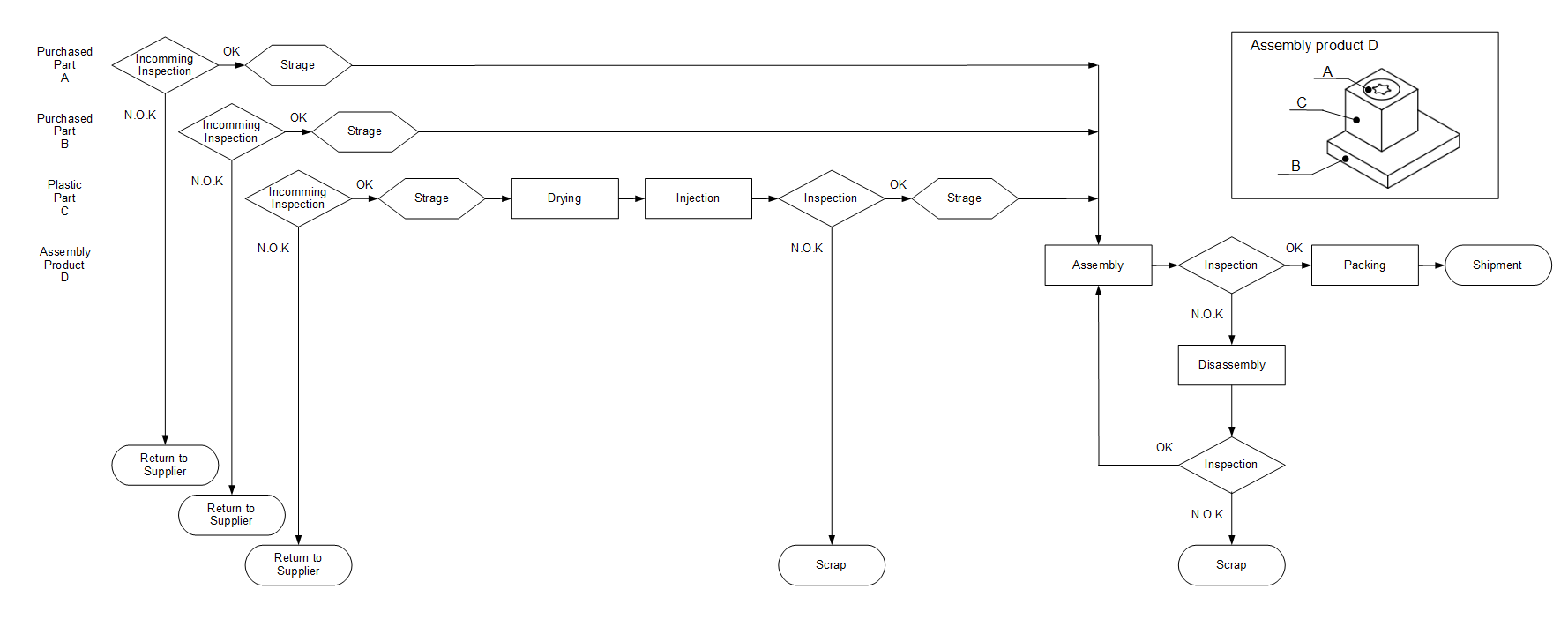
过程流程图的範例

1. 設計記錄（Design Records） 
需提供圖面的複本。若是客戶負責設計，這是客戶附在采购订单（PO）中圖面的複本。若是供應商負責設計，提供的文件需是發行系統中的正式發行書面。「所有的特徵需要ballooned或road mapped標示，以對應檢測結果（包括印刷注意事項、標準公差注意事項、規格，以及其他和設計相關的資料）。」[3]
2. 授權工程變更文件（Authorized Engineering Change (note) Documents）
文件說明變更的具體內容。一般這份文件會稱為工程變更通知（Engineering Change Notice），不過也可能包括在客戶的采购订单或是其他工程授權文件內。
3. 工程核可（Engineering Approval）
核可一般是在客戶工程已有量產品時，對於工程樣品的核可。若有「暫時性變異」，需要在PPAP前提供樣品給客戶。客戶也可以要求其他的工程核可。
4. DFMEA 
設計失效模式及影響分析（FMEA）的複本，由供應商及客戶評審及簽核。若是客戶負責設計，客戶多半不會提供完整DFMEA資料給供應商。不過客戶需要將所有關鍵性或是高影響性的產品特徵分享給客戶，以便在製造FMEA以及控制計畫中檢測。
5. 过程流程图（Process Flow Diagram） 
过程流程图的複本，列出加工程序中的所有步驟、順序，以及採購的零件。
6. PFMEA 
製造FMEA的複本，由供應商及客戶評審及簽核。PFMEA會製造流程步驟進行，並且指出各部件製造及組裝時，「可能會出錯」的部份。
7. 控制計劃（Control Plan）
控制計劃的複本，由供應商及客戶評審及簽核。控制計劃依照PFMEA中所列的流程，列出有關入料品質、組裝流程、成品測試上，如何檢查潛在的問題。
8. 測量系統分析研究（Measurement Systems Analysis、MSA）
MSA會包括關鍵特性或是高影響特性的Gauge R&R，並且確認量測特性的gauges有進行校正。
9. 尺寸檢測結果（Dimensional Results）
列出圖面中ballooned標示的所有尺寸。此表會列出產品特性、規格、量測結果，並且確認尺寸合格或是不合格。每一個產品／製程的組合至少要有量測六個樣品。
10. 材料／性能測試記錄（Records of Material / Performance Tests）
此零件進行過所有測試的摘要。摘要一般會用DVP&R（設計驗證計劃以及報告）的格式，會列出每一個測試、進行的時間、規格、結果，以及測試合格或是不合格。若是工程規格書，一般會在文件上註明。DVP&R需由由供應商及客戶的工程團隊評審及簽核，品質工程師會要求客戶簽核文件。
此外，這份文件也會列出所有材料的認證（鋼、塑膠、電鍍等）。The material certification shall show compliance to the specific call on the print.
11. 初始樣品檢查報告（Initial Sample Inspection Report)
在製作原型之前，材料樣品的檢測報告
12. 初始流程研究（Initial Process Studies）
此文件會列出所有影響關鍵特徵的統計過程控制圖表。目的是為了表示關鍵製程的的變異特性穩定，在預期的名目值附近。
13. 合格的實驗室文件（Qualified Laboratory Documentation）
第10項文件中的實驗中，進行實驗的實驗室相關認證（例如A2LA、TS、NABL）。
14. 外觀批准報告（Appearance Approval Report）
外觀批准檢測（Appearance Approval Inspection、AAI）的複本，並且由客戶簽核，只適用在會影響外觀的零件。
15. 零件樣品（Sample Production Parts）
首次生產中的樣品。PPAP中會包括樣品的照片，以及其保管地點（客戶端或是供應商端）。
16. 標準樣品（Master Sample）
客戶端及供應商簽核的樣品，一般會用來讓作業員練習檢測，例如外觀檢查或是噪音。
17. 檢驗輔助設備（Checking Aids） 
若在檢測時需要特殊的輔助設備，需要有設備的照片以及校正記錄，也包括設備的尺寸報告。
18. 客戶特殊需求（Customer-Specific Requirements）
客戶可能會在PPAP文件以外，增加其他的文件要求。在實務上比較建議在報價前，詢問客戶對PPAP的期待。在IATF網站中有列出北美車輛製造商OEM (原始設備製造商）需求。
19. 零件提交保證書（Part Submission Warrant、PSW）
這是所有PPAP文件包的摘要。其中會列出提交的原因（設計變更、年度重新確認等），以及給客戶文件的等級。此部份是要確認整個文件包「結果符合圖面和規範要求：是/否」。若其中有變異之處，供應商需要在保證書上說明，或是通知客戶不要簽核PPAP。

PPAP要求一般會分為五個等級：
- Level 1：只提供零件提交保證書（Part Submission Warrant、PSW）給客戶。
- Level 2：提供零件提交保證書、產品樣品，以及部份supporting data。
- Level 3：提供零件提交保證書、產品樣品，以及完整的supporting data。
- Level 4：提供零件提交保證書以及客戶定義的其他要求資料。
- Level 5：供應商在製造場地需要有零件提交保證書、樣品以及完整的supporting data，以便檢核。

## 外部連結
- Automotive Industry Action Group
- Step by Step Guide to a PPAP
- Customer-Specific Requirements, LLC （页面存档备份，存于）
- International Automotive Task Force （页面存档备份，存于）
- WHITEPAPER: （页面存档备份，存于） Production Part Approval Process (PPAP)